# David Ramsay (Uhrmacher)

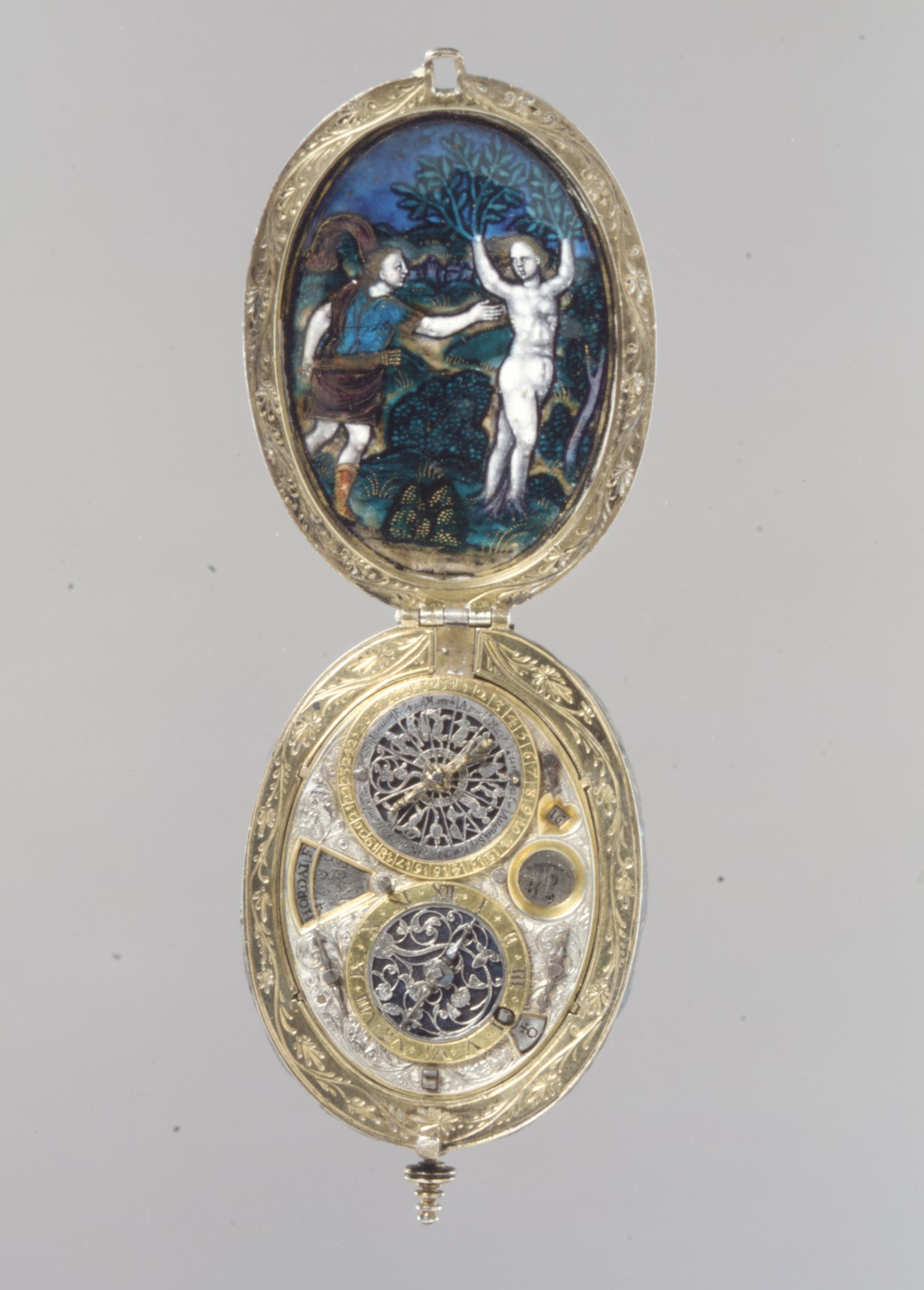
Uhr von David Ramsay im Metropolitan Museum of Art

David Ramsay (* in Schottland; † ca. 1653) war Hofuhrmacher der englischen Könige Jakob I. und Karl I. Er stammte aus Schottland und gehörte dem Clan der Ramsays of Dalhousie an.

## Leben
Sein Sohn William (bl. 1660) berichtet, dass König Jakob I. zum Beginn seiner Regentschaft Ramsay, der sich zu der Zeit in Frankreich aufhielt, suchen ließ und ihn zum Kammerdiener und Hüter der herrschaftlichen Räume machte und ihm die Verantwortung für alle Uhren seiner Majestät übertrug. Der König gab diese Stellung an Ramsay, obwohl dieser von Hause aus nur ein einfacher Uhrmacher war, so der Sohn weiter, weil sein Scharfsinn ihn dazu befähigte, jegliche Arbeit dieser Natur zu verstehen.
Am 25. November 1613 wurde Ramsey „clockmaker-extraordinary“ des Königs mit einer Rente von 50£ pro Jahr. Für den März 1616 ist ein warrant über die Zahlung von 234£ 10s. an ihn für den Kauf und die Reparatur von Uhren für den König bekannt. Am 26. November 1618 wurde er Hofuhrmacher und am 27. Juli 1619 erhielt er die „letters of denization“, die ihm als Ausländer einige Privilegien britischer Staatsbürger zugestanden, so zum Beispiel den Landerwerb. Er erhielt weitere Zahlungen für seine Dienste, eine davon unterzeichnete er am 17. März 1627 mit „David Ramsay, esq., our clockmaker and page of our bedchamber“. Seine frühen Werke signierte er mit „David Ramsay, Scotus“.
Am 22. August 1631 war Ramsay Gründungsmitglied der Worshipful Company of Clockmakers und wurde deren erster „Master“. Er nahm aber wahrscheinlich sehr wenig Anteil an der Arbeit der Gesellschaft. Als er seinen Eid vor dem Lord Mayor ablegte wird er als „of the city of London“ beschrieben, aber die städtischen Archive der City of London liefern keine Anhaltspunkte dafür, dass er tatsächlich ein freeman war.
Ramsay war auch ein Erfinder. Zwischen 1618 und 1638 erhielt er acht Patente. Obwohl die vollen Titel dieser Patente in den Registern der commissioners of patents enthalten sind, gibt es keine genauen Information über die Art der Erfindungen. Sie beziehen sich auf: das Pflügen von Land, das Düngen von kargen Böden, das Heben von Wasser mit Hilfe von Feuer, das Antreiben von Schiffen und Booten, die Herstellung von Salpeter, die Herstellung von Wandbehang ohne einen Webstuhl, die Raffination von Kupfer, das Bleichen von Wachs, die Trennung von Gold und Silber von unedlen Metallen, das Färben von Textilien, Heizkessel, Zementöfen zum Trocknen und Brennen von Ziegel und Fliesen und das Schmelzen und Veredeln von Eisen mittels Kohle.
In seinen späteren Jahren fiel er in Armut. 1641, während er wegen Schulden inhaftiert war, forderte er vom House of Lords die Nachzahlung seiner Pension als Kammerdiener für sechs Jahre. Wegen dieser Rückstände gewährte das „Committee for the Advance of Money for the Service of the Parliament“ ihm durch eine Bestellung vom 13. Januar 1645 die Auszahlung eines Drittel des Betrages, welches aus dem Vermögen Verurteilter beglichen werden sollte. Es scheint daher, dass er sich einer politischen Fraktion angeschlossen hatte. Für den 11. Februar 1651 existiert eine Notiz im Sitzungsprotokoll des Staatsrates, dass eine Petition von David Ramsay an den Münz-Ausschuss verwiesen wurde.
Das genaue Datum Ramsays Tod ist unbekannt, aber sein Sohn erwähnt im Postskript seiner 'Astrologia Restaurata' am 17. Januar 1653, diese Studien im Hause seines Vaters durchzuführen.

## Erhaltene Uhren
Exemplare von Ramsays Uhren befinden sich im British Museum, im Victoria and Albert Museum und im Metropolitan Museum of Art.

## Sonstiges
Ramsay interessierte sich auch für Okkultismus. William Lilly berichtet amüsiert in seiner Autobiographie 'Life and Times' (1715), wie er 1634 zusammen mit Ramsay und anderen den Versuch unternimmt, mit einer Wünschelrute einen sagenhaften, versteckten Schatz in der Westminster Abbey zu finden. Nachdem sie zunächst einen Sarg haben ausgraben lassen, wird die Suche durch plötzliche, heftige Winde unterbrochen. Die Anwesenden schreiben dies Dämonen zu, die jedoch durch Lillys Anweisungen unverzüglich ausgetrieben werden können. Sir Edward Coke schrieb  an Staatssekretär Francis Windebank über eine schwierige Kreditentscheidung: „wenn, jetzt, David Ramsay mit seinem Stein der Weisen mitwirken könnte, dann würde er einen guten Dienst erweisen.“ Es gibt auch Einträge in den Calendars of State Papers vom 28. Juli 1628 und 13. August 1635 die sich auf versteckte Schätze beziehen, die Ramsay zu finden gedachte.